# Петра (име)
Петра (Πετρα) је женско библијско име које потиче из грчког језика и значи мали камен, односно малу стену. И на латинском и шпанском ово име значи „стена“.. Заступљено је у Шпанији, Грчкој, Немачкој, Скандинавији, Финској, Холандији, Чешкој, Словачкој, Мађарској и Енглеској. У овим земљама то је изведено име од имена Peter, а у Србији и Хрватској је изведено од имена Петар.

## Имендани
Имендани се славе у више земаља:
| држава   | датум(и)   |
| -------- | ---------- |
| Бугарска | 29. јун    |
| Чешка    | 17. август |
| Финска   | 29. јун    |
| Мађарска | 2. октобар |
| Словачка | 29. јун    |
| Шведска  | 29. јун    |

## Популарност
Ово име је било међу првих хиљаду (па чак и међу првих четиристо) у САД од 1900. године, али му је популарност нагло опала од 1930. до 1960-их. У Канади је било међу првих сто 2001. године.

## Занимљивост
Ово је био назив античког града у региону где се данас налази Јордан.